# Ácido 3,4-di-hidroximandélico
Ácido 3,4-diidroximandélico (abreviado na literatura como DHMA, DOMA, do inglês 3,4-dihydroxymandelic acid) é um metabólito menor da norepinefrina.
O ânion do ácido 3,4-di-hidroximandélico, a base conjugada, é o 3,4-di-hidroximandelato.
Ácido 3,4-diidroximandélico é um ácido 2-hidroximonocarboxílico e um membro dos catecóis que é o derivado 3,4-di-hidroxi do ácido mandélico; um metabólito de L-dopa. Tem um papel como antioxidante, metabólito de drogas, metabólito humano e metabólito de camundongo.
Pacientes com neuroblastoma apresentam níveis elevados de ácido 3,4-diidroximandélico e outros metabólitos das catecolaminas, e sua presença na urina é um bom indicador para diagnóstico e acompanhamento.
Nos nervos simpáticos, o aldeído produzido a partir da noradrenalina (norepinefrina) é convertido em 3,4-di-hidroxifenilglicol, e não no ácido 3,4-di-hidroximandélico. Consequentemente, a O-metilação extraneuronal subsequente conduz à produção de 3-metoxi-4-hidroxifenilglicol, não ácido vanilmandélico.

Degradação da norepinefrina. Ácido 3,4-diidroximandélico é mostrado à direita. Enzimas são mostradas em caixas.